# G8.1 AL et ex-Prusse

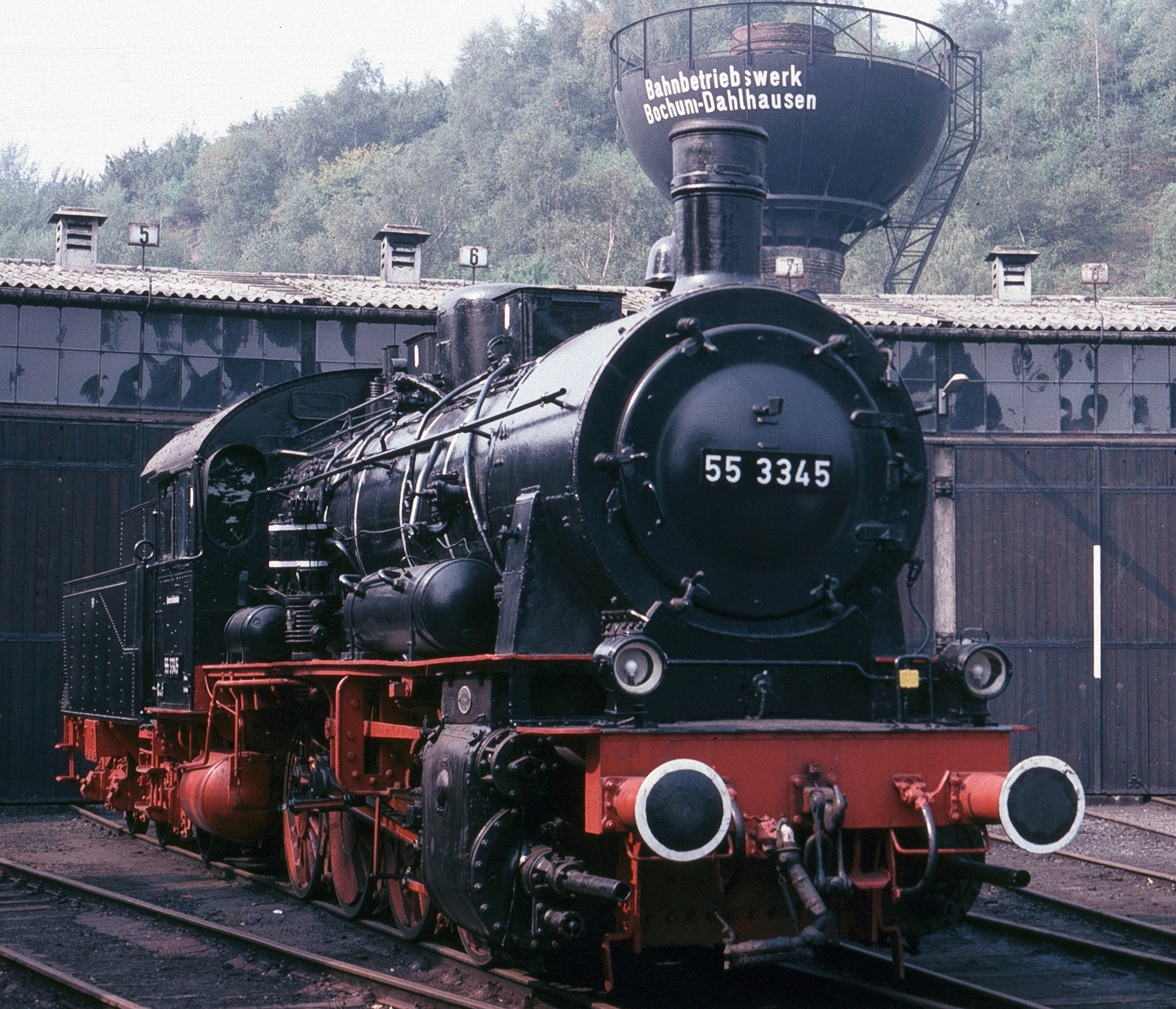
La 55 3345 de la DB, ancienne G8.1 5159 des chemins de fer royaux de Prusse (KPEV) construite en 1915 par Henschel, au dépôt de Bochum-Dahlhausen en 1982 est identique aux machines ayant circulé en France.

Construites à 5 350 exemplaires au total, les locomotives à vapeur du type G8.1 constituent très probablement une des séries les plus importantes en Europe avant 1938. Elles étaient des machines à quatre essieux moteurs couplés de disposition d’essieux 040.

## Genèse
Depuis le début du vingtième siècle, les chemins de fer royaux de Prusse (KPEV) cherchaient à augmenter la puissance de leurs locomotives pour trains de marchandises.
Aux G3 et G4 de disposition 030 succéda la famille des G5 de disposition 130 mais malgré leur puissance supérieure, les G5 offraient surtout un gain de vitesse et de stabilité mais n'avaient pas une puissance et un effort de traction beaucoup plus important avec leurs trois essieux moteurs. La famille des G7 (à quatre essieux moteurs), fut créée pour assurer les trains de marchandises lourds. Vinrent ensuite les G8 (proche de la G7 mais équipée de la surchauffe et de plus grandes roues) et les G9 qui combinaient le train de roues des G7 avec une énorme chaudière à vapeur saturée. Pour des lignes moins résistantes ou les fortes pentes fut créée la G10 à cinq essieux moteurs qui restait une locomotive de puissance moyenne à l'effort de traction peu important.
Comme la surchauffe montra vite ses avantages sur la vapeur saturée et que le renforcement du réseau permettait de faire circuler des engins plus lourds, Robert Garbe put mettre au point un dérivé de la G8 avec une chaudière plus large (ce qui permettait une plus grande puissance) et une masse plus élevée (ce qui garantissait un meilleur effort de traction). Ce modèle fit immédiatement ses preuves en tête des trains de marchandises les plus lourds mais sa masse de 17,6 tonnes par essieu la cantonnait aux lignes principales.
- Les premières unités furent livrées à partir de 1912 pour les chemins de fer royaux de Prusse (KPEV) et les dernières vers 1921. En tout, ils en recevront 4858 dont 10 qui auraient dû être livrées aux chemins de fer impériaux d'Alsace-Lorraine (EL).
- 137 machines identiques seront construites entre 1913 et 1919 pour les chemins de fer impériaux d'Alsace-Lorraine (EL).
- Les chemins de fer du Mecklembourg (de) réceptionneront 10 machines neuves entre 1918 et 1919 et deux autres d'occasion en 1920.
- 50 furent directement construites pour les chemins de fer militaires allemands durant la Première Guerre mondiale.
- 6 ou 10 pour l'usine sidérurgique GDK (de).

À cela il faut rajouter la construction de quelques machines neuves après-guerre pour la Roumanie, la Lituanie et la Suède.

## Description
Elles furent mises au point sur les bases de la G8 selon les principes et théories de l'ingénieur prussien Robert Garbe : machine à simple expansion, deux cylindres, surchauffe et timbre bas. La distribution était du type « Heusinger ». Le foyer était du type « Crampton » à grille étroite et l'échappement fixe. La boîte à fumée était en saillie. Elles étaient reconnues pour être des locomotives robustes, de conduite simple et surtout d'un faible coût d'entretien. Ces qualités leur valurent également d'être commandées par d'autres réseaux européens, tels les Căile Ferate Române (CFR) de Roumanie et les Polskie Koleje Państwowe (PKP) de Pologne.

## Utilisation et services

### En Allemagne
Durant la Première Guerre mondiale, l'Allemagne utilisa sur tous les fronts ses locomotives et notamment les G8.1 afin d'approvisionner les différents théâtres d'opération. Les G8.1 étaient cependant handicapées par rapport aux G10 et aux locomotives plus anciennes (G3, G4, G5, G7, G8...) à cause de leur poids par essieu élevé qui leur interdisait les lignes secondaires, temporaires ou réparées à la hâte. Elle perdit ainsi quelques unités mais surtout, plus de 1 500 de ces machines furent attribuées au titre des prestations d'armistice à différents pays européens dont la France, la Belgique, la Pologne entre autres.
Aux Chemins de fer prussiens (KPEV), elles étaient immatriculées avec quatre chiffres compris entre 4800 et 6000 suivis par le nom de la direction opérationnelle à laquelle elles appartenaient. En raison de ce système, plusieurs locomotives appartenant à des directions différentes pouvaient avoir le même numéro.
La Deutsche Reichsbahn (DRG), créée en 1924, incorporera 3122 G8.1 dans la série 55.25-56.
691 d’entre-elles seront transformées avec un bissel avant et immatriculées dans la série 56.2-8. Elles roulèrent jusque dans les années 1960. Les G8.2 (de) et G8.3 (de) prussiennes, malgré leur dénomination, ne possèdent pas de points communs avec les G8.1 et sont une version raccourcie de disposition 140 de la G12.
La mise en service des G12 puis celle des série 44 chassèrent les G8.1 des trains de marchandises les plus lourds. Le manque d'activité dû à la crise économique fit que, durant les années 1920 et 1930, un certain nombre, généralement les plus anciennes, seront mises hors-service et démolies. A contrario, il reporta la mise en service de nouvelles locomotives série 44 qui furent commandées en masse à partir de 1937 suivies par la série 50, plus légère, à partir de 1939. La carrière des G8.1 n'était cependant pas encore terminée.
Après la Seconde Guerre mondiale, il restait encore près de 1 000 série 55 dans les deux Allemagnes dont les ultimes représentantes s'éteindront seulement en 1973 à la Deutsche Bundesbahn (DB).

## Les G8.1 en Belgique
Lors de l’occupation de la Belgique pendant la Première Guerre mondiale, cinquante G8.1 neuves ont été partagées entre la Militar Generaldirektion der Eisenbahnen de Bruxelles (MGD Brüssel) et celle de Varsovie (MGD Warschau). Après la guerre, 16 de ces locomotives furent cédées à la Belgique parmi les autres G8.1.
En tout, 583 G8.1 seront reçues par les Chemins de fer de l’État belge, parmi celles-ci se trouvent 20 locomotives attribuées à la France mais cédées à la Belgique en 1920. Entre les années 1920 et la fin de la vapeur en 1967, elles ont assuré un rôle prépondérant et constituaient la série la plus nombreuse à l’État belge puis à la SNCB.

### L’entre-deux-guerres
Ces locomotives, puissantes et parfaitement adaptées au réseau belge qui tolérait des masses par essieu très élevées, se rendirent rapidement indispensables dans le domaine des marchandises, particulièrement les trains lourds et lents mais aussi les manœuvres, des trains plus légers et le service d’allège sur les fortes rampes. On les voyait à la fois sur les lignes accidentées et celles sans relief et on les trouva rapidement dans presque tous les grands dépôts du pays.
Sept exemplaires avaient été mis hors service avant 1925, les 576 exemplaires restants seront classés cette année là dans le type 81 et numérotés 8100 à 8675.

### La Seconde Guerre mondiale
Les 576 type 81 étaient toujours en service au moment de l’invasion allemande. La 8250 fut précipitée dans la Meuse au Val-Saint-Lambert et dut être mise à la ferraille. Six autres locomotives de cette série seront également détruites par faits de guerre en Belgique durant l’occupation tandis que la 8143 fut endommagée et envoyée à la ferraille en Allemagne.
En dépit des clauses d’armistice de la Première Guerre mondiale, l’administration allemande considérait les locomotives "armistice" comme des Leihlokomotiven (locomotives empruntées), et réclama leur retour.
Entre 1940 et 1942, 493 G8.1 furent réquisitionnées et envoyées en Allemagne. En plus de ces locomotives, la convention "Eupen-Malmédy" qui rattacha plusieurs cantons de l’est de la Belgique à l’Allemagne eut pour conséquence la constitution d’une dotation en locomotives prélevées sur les effectifs de la SNCB. Parmi ces locomotives se trouvaient 34 G8.1 qui furent choisies, non pas en raison de leur affectation ou de leur année de construction mais en raison de leur état général. Elles furent renumérotées 55 5666 à 55 5699 et affectées dans plusieurs dépôts dépendant de la direction de Cologne.
En dehors de ces 34 locomotives qui étaient désormais considérées comme propriété de la Deutsche Reichsbahn, les type 81 "prêtées" à la DR furent en partie restituées à la Belgique entre 1943 et 1944. 204 locomotives revinrent ainsi en Belgique. En outre, en juillet 1944, sept type 81 furent mutées à Lille.
Durant leur retraite, les Allemands emmenèrent avec eux une centaine de type 81, certaines se retrouvèrent dans les territoires occupés par les Soviétiques au moment de la capitulation allemande.

### Locomotives d'origine française
La forte représentation de locomotives ex-prussiennes dans le parc moteur de la SNCB conduira à une pénurie de locomotives lorsque les Allemands réquisitionneront ces machines, ne laissant qu'un petit nombre de type 81 pour assurer les dessertes marchandises et locales, notamment dans les grands bassins industriels. Des G8.1 françaises ont donc été prêtées à la Belgique en trois vagues, la SNCB les immatriculant dans le type 78 pour éviter toute confusion, ce "prêt" ayant vocation à être de courte durée.
Durant l'hiver 1940-1941, 76 locomotives provenant principalement de la région Nord sont procurées à la Belgique (7801 à 7867) ; leur retour en France se fait entre et août 1941, parfois plus tôt à la faveur d'un entretien. Au début de l'année 1943, la quasi-totalité des ex-Prussiennes de la SNCB a quitté le pays et ce manque de locomotives, aggravé par l'immobilisation pour maintenance d'autres locomotives SNCB pousse les autorités d'occupation à transférer huit G8.1 SNCF à la Belgique ; réutilisant les matricules des 7801 à 7808, elles quitteront la Belgique en août/septembre non pour la France mais pour l'Allemagne, la 7801 étant la seule à demeurer en Belgique.
Les intenses mouvements de troupes consécutifs aux débarquements alliés et à l'ouverture d'un nouveau front entrainent le retour dans les dépôts belges de centaines de "locomotives prêtées" qui incluent du matériel SNCF dont 106 autres G8.1 immatriculées 7809 à 7903 puis d'autres réutilisant les numéros 7802 à 7808. Certaines y resteront moins d'un mois, d'autres auront une assignation plus durable et seront soit déplacées vers l'Allemagne au moment de la retraite soit utilisées en Belgique libérée jusqu'à leur restitution ; dans le cas de ces dernières, la SNCB rapatrie en France ses dernières type 78 au plus tard en février 1945.

### Après-guerre
Au lendemain de la guerre, plus de 200 locomotives du type 81 sont manquantes et la situation est confuse. Elles seront progressivement localisées et en partie restituées mais 92 locomotives ne revinrent pas en Belgique.
- plusieurs se trouvaient en Allemagne de l’Est et furent prises en effectif par la DR
- une partie des locomotives cédées au titre de la convention "Eupen-Malmédy" resta en Allemagne de l’Ouest à la DB, le reste fut restitué
- quelques-unes furent considérées comme prise de guère par l'URSS et utilisées par leurs chemins de fer
- plusieurs, retrouvées en Pologne, furent immatriculées dans la série Tp4 des PKP
- les 8540, 8557, 8584, et 8642 restèrent en France et furent immatriculées 2-040 D 342, 347 353 et 369 puis 040 D 601 à 603 et 605[8]
- certaines locomotives avaient été détruites pendant les combats
- au moment des premières restitutions pendant la guerre, une locomotive dépourvue de tout marquage fut à tort identifiée comme belge et immatriculée 8676. Emmenée à nouveau par les Allemands lors de leur retraite, elle fut restituée en 1950 et un examen attentif mené en Belgique permit de l’identifier comme l’ancienne 5254 de l'A.L. Elle fut alors rapatriée en France sur la région Est et renumérotée 1-040 D 254

13 locomotives allemandes se retrouvèrent en Belgique. Elles furent considérées comme butin de guerre et reçurent des matricules belges jusqu’à leur échange avec des locomotives belges avec la DB en 1950. Une de ces locomotives s’avéra être une ancienne locomotive belge et fut à nouveau rapatriée.
En 1946, les G8.1 belges reçurent de nouveaux matricules à cinq chiffres, certaines machines manquantes reçurent ce matricule sur papier, y compris des machines qui ne seront pas restituées. Quelques locomotives irréparables furent démolies après la guerre.

### Fin de carrière
Les type 81, omniprésentes dans tout le pays depuis 1918, tireront leur révérence dans les années 1960, après avoir vu s'effacer de nombreuses locomotives, parfois plus jeunes. Les toutes dernières locomotives à vapeur de la à l'inventaire SNCB étaient un petit groupe de type 81, rayées des écritures en janvier 1967 à Gouvy.

## Les G8.1 en France
Affectées par le biais des prestations d'armistice à l'ensemble des compagnies françaises, elles auront été appréciées (et utilisées) à leur juste valeur plus spécialement dans le Nord et l'Est. L'utilisation d'un charbon de meilleure qualité y a probablement largement contribué ; la SNCF ne s'y est pas trompé, car à la fin de la Seconde Guerre mondiale ces machines furent regroupées dans ces deux régions et y achevèrent leur carrière.
Avec près de 900 machines ayant circulé sur l'ensemble du réseau français pendant 50 ans, les G8.1 constituent une des séries de locomotives les plus importantes en France. Elles auront connu les tâches obscures des services de manœuvre, les dessertes marchandises (pour lesquelles elles avaient été conçues) et quelques omnibus sur les lignes de l'Est. À titre exceptionnel il est vrai, au Nord, on les remarquera même devant des trains rapides et express entre Lille et Tourcoing vers la fin des années 1960 !

### Dans les anciennes compagnies (1919-1938)

#### G8.1 5001 à 5138, 5151 à 5287, 5301 à 5372 (AL)
Le réseau ferroviaire d'Alsace-Lorraine (AL) disposa au total de 347 unités du type G8.1 :
- les n° 5151 à 5287, livrées aux chemins de fer impériaux d'Alsace-Lorraine (EL) entre 1913 et 1919, construites par l'EMBG[10] de Graffenstaden pour la plupart sauf les machines 5161, 5162 et 5194 à 5202 construites par Henschel à Cassel, soit 137 machines au total[11],
- les 5001 à 5138, reçues au titre des prestations d'armistice et provenant de diverses directions régionales des chemins de fer du royaume de Prusse (KPEV), soit 138 machines,
- les 5301 à 5372, appartenant aux KPEV mais récupérées sur le territoire d'Alsace-Lorraine et considérées comme prises de guerre, soit 72 locomotives.

Par la suite, l'effectif des G8.1 de l'AL subit certains changements :
- les G8.1 n° 5119 à 5138, soit 20 machines furent cédées au réseau ferroviaire de la Société royale grand-ducale des chemins de fer Guillaume-Luxembourg de 1920 à 1923
- la G8.1 n° 5158 fut cédée à la DRG à la suite du plébiscite du 13 janvier 1935 consacrant le retour de la Sarre à l'Allemagne. Elle prendra l'immatriculation 55.5665. Elle sera réformée par la Deutsche Bundesbahn (DB) en 1962,
- la même année, l'AL cède trente G8.1[12] aux Chemins de fer Algériens de l'État (CFAE) où elles seront incorporées sous l'immatriculation 4-E 1 à 30,
- la même année encore, trente-neuf machines sont cédées à la Compagnie des chemins de fer de l'Est où elles conservèrent leurs numéros d'origine.

Sur l'AL, les G8.1 ont été affectées dans tous les grands dépôts marchandises de ce réseau, en particulier en Lorraine, avec : Metz, Thionville et Réding mais aussi en Alsace avec : Mulhouse, Colmar, Sélestat, Strasbourg, Saverne... Elles surclassaient nettement les autres machines récentes de même catégorie : G7, G8 voire les G10 pourtant plus puissantes théoriquement. Elles ont circulé en tête de trains de marchandises lourds sur toutes les lignes importantes de la frontière du Luxembourg à celle de la Suisse. Par la suite, elles assurèrent également des services de manœuvres mais rarement des services voyageurs. Elles assurèrent également, sur les trains de marchandises les plus lourds, le renfort des G12.
Au cours de leur carrière, elles reçurent un certain nombre de transformations : la plupart furent équipées d'une pompe à air bi-compound, une cinquantaine d'entre elles reçurent un réchauffeur de type « ACFI.RM ».
À la création de la SNCF, c'est un total de 267 machines de type G8.1 de l'ex-AL qui furent incorporées dans la série 1-040 D 1 à 372 avec les : 1-040 D 1 à 138 ex-Prusse, les 1-040 D 151 à 287 ex-EL et les 1-040 D 301 à 372 ex-prises de guerre. Elles rejoignirent les G8.1 de l'ancienne compagnie de l'Est dans la nouvelle Région Est de la SNCF constituant ainsi un ensemble de 346 machines, soit près de 12 % de son parc vapeur.

#### Série 12 s 4240 à 4399 (EST)
La Compagnie des chemins de fer de l'Est reçut pour sa part en 1919, au titre des prestations d'armistice, un total de cent-huit locomotives du type G8.1. Elles furent immatriculées dans la série 12 s sous les numéros 4292 à 4399. En 1923, cette compagnie acheta cinquante-deux G8.1 au réseau du Paris-Orléans qui furent immatriculées 4240 à 4291. En 1935, le rachat auprès de l'AL de trente-neuf autres machines porta l'effectif total à 199 G8.1 à l'Est.
Elles étaient réparties dans de nombreux dépôts : Bar-le-Duc, Belfort, Chalindrey, Chaumont, Épinal, Longwy, Nancy, Reims, Toul... Elles assurèrent des dessertes marchandises sur l'ensemble du réseau.
À la création de la SNCF, en 1938, elles furent incorporées dans la série 1-040 D 492 à 599

#### 4.351 à 4.562 (NORD)

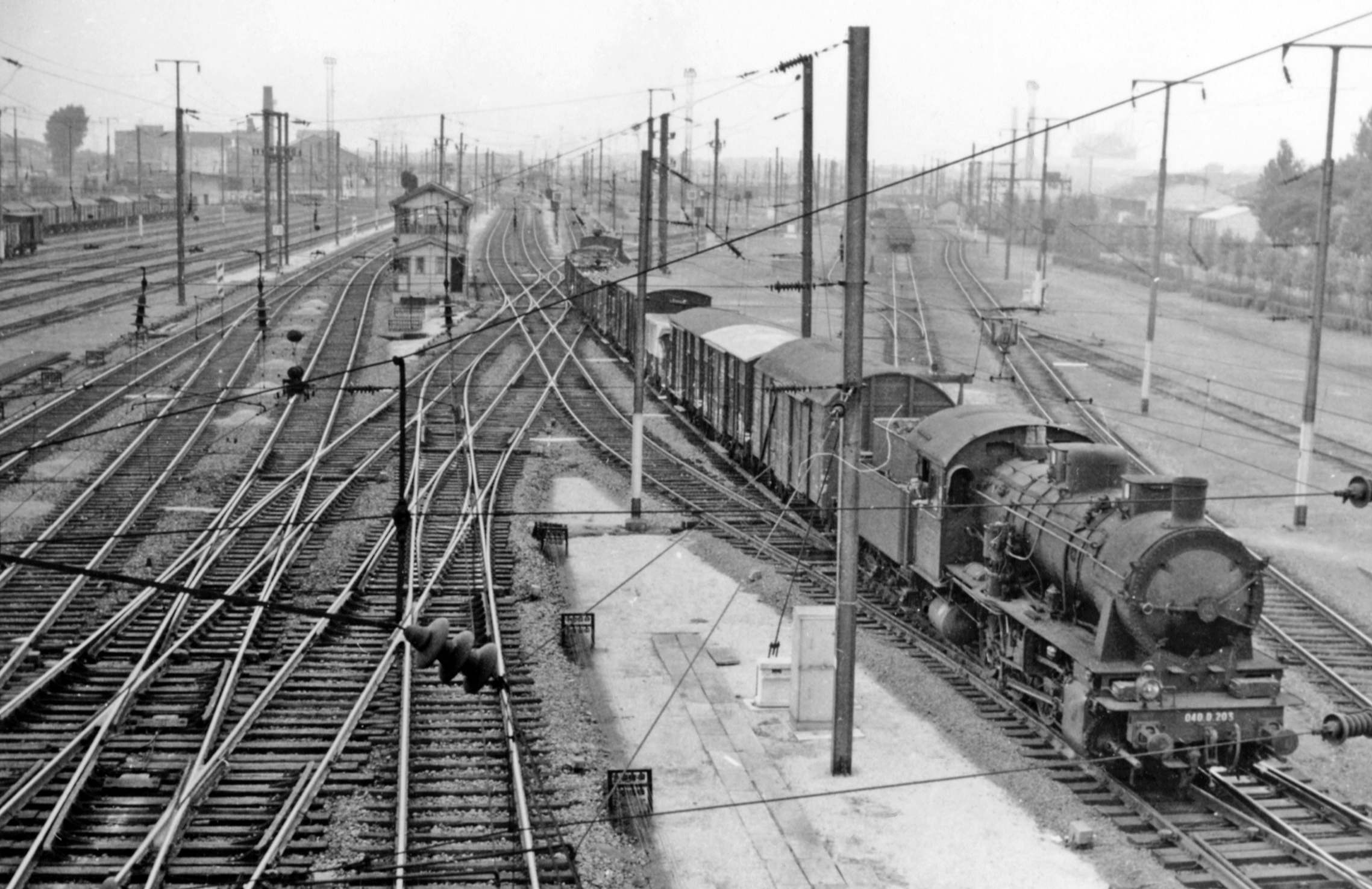
La 040 D 203 à Valenciennes en 1958.

La Compagnie des chemins de fer du Nord reçut, par le biais des prestations d'armistice, une dotation de deux-cent-douze machines du type G8.1 qu'elle numérota 4.351 à 4.562. Réparties entre les dépôts de Boulogne, Calais, Dunkerque, Hirson, Laon, Lille-Délivrance, Saint-Omer et Valenciennes, elles effectuèrent un service remarquable. On les observait en tête des trains de marchandises, mais aussi en renfort sur les trains de houille.
Des modifications leur furent apportées au cours de leur carrière : pose de pompe à air bi-compound sur la majeure partie d'entre elles, échappement de type « Lemaître (en) » ou « Kylchap » pour certaines et application d'une porte de boîte à fumées type « Nord » à penture en Y pour l'ensemble de la série.
Les deux-cent-douze machines furent versées au compte de la SNCF en 1938 et numérotées 2-040 D 1 à 212.

#### 040 901 à 941 (ÉTAT)
L'Administration des chemins de fer de l'État reçut quarante-et-une G8.1 qu'elle immatricula 040 901 à 941. Dispersées dans divers dépôts tels : Achères, Brest, Caen, Évreux, Le Mans, Lisieux, Nantes, Niort, Rouen-Sotteville, Saint-Brieuc et Saintes à raison de deux ou trois machines, elles effectuèrent essentiellement un service de manœuvre. Pour améliorer la visibilité lors des refoulements, la rehausse à charbon des tenders fut démontée. Ces machines effectuèrent également des services de renfort à la pousse pour les convois de marchandises lourds.
À la création de la SNCF, les machines de cette série (toujours complète) furent immatriculées 3-040 B 901 à 941.

#### 1301 à 1370 (PO)
La compagnie du chemin de fer de Paris à Orléans hérita, par le biais des prestations d'armistice, de soixante-dix G8.1 qu'elle numérota 1301 à 1370. Elles remorquaient des trains lourds de marchandises depuis leurs dépôts de Bordeaux, Orléans, Poitiers ou Vierzon. Apparemment mal appréciées par cette compagnie, elles furent dès le 1er janvier 1924 vendues à la Compagnie des chemins de fer de l'Est pour cinquante-deux machines (futures : 1-040 D 440 à 491) et à la Compagnie du chemin de fer Paris-Lyon-Méditerranée pour les dix-huit machines restantes.
La fusion entre le PO et le MIDI verra le retour de G8.1 à l'effectif du PO.

#### 2201 à 2251 (MIDI)
Cinquante-et-une locomotives de type G8.1 furent attribuées à la compagnie des chemins de fer du Midi en 1919. Numérotées 2201 à 2251, elles furent affectées aux dépôts de : Bordeaux, Narbonne, Tarbes et Toulouse. Elles y effectuèrent un service de marchandises en parallèle avec les machines de type 140 de cette compagnie.
Cinq G8.1 et deux P8 virent leur réchauffeur d'origine de type « Knorr » modifié entre 1929 et 1930 en vue de monter la température de l'eau à l'entrée (de 70° à 100°). Mais cette transformation ne fut pas poursuivie, probablement du fait de la fusion du Midi avec le PO. À la suite de cette fusion, elles furent immatriculées 040 501 à 551 mais cet effectif tomba rapidement, notamment du fait du peu d'intérêt affiché par le PO à ce type de machines mais également aux progrès importants réalisés par le Midi en ce qui concerne la traction électrique. C'est ainsi que trente-cinq G8.1 furent vendues aux Chemins de fer Algériens de l'État (CFAE) et au Proche-Orient.
En 1937 ne figuraient plus à l'effectif du PO-Midi que trente G8.1. À la création de la SNCF, deux autres machines avaient été radiées, les survivantes furent immatriculées 4-040 K 501 à 541 à la région Sud-Ouest.

#### 4201 à 4246 (PLM)
La commission d'attribution des prestations d'armistice octroya quarante-six G8.1 à la Compagnie du PLM. Elles rejoignirent les dépôts de Dijon, Avignon, Dole, Lons-le-Saunier, Le Teil et Nevers sous les numéros 4201 à 4246. Elles furent bientôt rejointes par les dix-huit G8.1 que la compagnie acheta à la Compagnie du chemin de fer de Paris à Orléans en 1923. L'ensemble de ces machines sera immatriculé 4 E 1 à 64 à la suite de la renumérotation du parc.
En 1926, le plus fort contingent était basé à Dole avec trente-cinq machines. En tête de trains lourds de marchandises, les G8.1 rayonnaient sur les lignes Belfort - Dôle, Dijon - Bourg-en-Bresse et autres. Une vingtaine de machines basées au dépôt de Langeac étaient affectées en renfort sur la ligne des Cévennes et remorquaient des trains de marchandises sur la ligne du Puy. Peu de modifications avaient été apportées à ces machines, cependant la majorité des G8.1 de cette compagnie avaient reçu un injecteur aspirant « Seblers » provenant de 140 américaine type "Pershing".
À l'inventaire de 1937, il restait une quinzaine de G8.1 à l'effectif du parc traction de la compagnie. Lors de la création de la SNCF, elles devinrent les 5-040 E entre 1 et 64.

### À laSNCF(1938-1968)

#### De1938à1945
Théoriquement, la SNCF disposait à sa création en 1938 d'un parc de plus de 600 G8.1 qui se répartissaient ainsi :
- Région Est : 1-040 D 1 à 138, 151 à 287, 301 à 372 et 440 à 599, soit 346 machines,
- Région Nord : 2-040 D 1 à 212, soit 212 machines,
- Région Ouest : 3-040 B 901 à 941, soit 41 machines,
- Région Sud-Ouest : 4-040 K 501 à 541, regroupant en fait 28 machines,
- Région Sud-Est : 5-040 E 1 à 64, comprenant environ une quinzaine de machines.

Les années d'avant-guerre ne connurent guère de bouleversements pour ces locomotives. Tout au plus, doit-on noter la mutation de quelques G8.1 du Sud-Est vers l'Est et le détachement des 1-040 D 12, 55, 89, 137, 164, 334 et 342 au réseau ferroviaire de la Société royale grand-ducale des chemins de fer Guillaume-Luxembourg.
Durant la Seconde Guerre mondiale, le sort de ces locomotives d'origine prussienne fut des plus « remuants ». L'administration allemande considérant ces G8.1 comme des Leihlokomotiven, « locomotives empruntées », n'hésita pas à en prélever un grand nombre pour servir en Allemagne ou sur le front oriental. Certaines furent détruites durant le conflit, d'autres revinrent en France après 1945 et quelques-unes furent conservées soit par la Deutsche Bundesbahn (DB) soit par la Deutsche Reichsbahn (DR) et incorporées dans leur parc vapeur.

#### Les années d'après guerre
La SNCF décida de rationaliser la gestion de ses locomotives à vapeur en regroupant les ex-prussiennes, et notamment les G8.1, dans les seules régions Nord et Est. Ainsi en 1946, les trois 3-040 B survivantes de la région Ouest rejoignirent l'Est (série 1-040 D 401 à 403), les 5-040 E du Sud-Est furent partagées entre le Nord et l'Est (série 1-040 D entre 601 à 608 et 2-040 D entre 501 à 555).
Seize locomotives identiques de la série 55.25-56 de la Deutsche Reichsbahn (DRG), saisies sur le sol français et considérées comme « prises de guerre », furent attribuées à la région Est, pour neuf d'entre elles (1-040 D 801, 810, 829, 835, 850, 851, 853, 873 et 888) et pour les sept autres à la région Nord (2-040 D 601 à 607). Les mutations entre Nord et Est seront par la suite courantes obligeant dans certains cas, du fait de la même lettre indice, à changer le numéro de la machine; ce qui ne facilitera pas le suivi des dites machines.
La SNCF céda en 1946 à la Société Nationale des Chemins de Fer Luxembourgeois (CFL), nouvellement créée, quelques G8.1 qui constituèrent une partie de sa série 46 .

##### Région Est
L'effectif théorique des 040 D est de 428 machines au 1er janvier 1950. Bon nombre, rapatriées en mauvais état de leur séjour forcé en Allemagne, serviront de magasin de pièces détachées pour les plus vaillantes. Elles sont regroupées sur les dépôts suivants : Audun-le-Tiche, Épinal, Hausbergen, Mulhouse, Nancy, Sarrebourg, Sarreguemines et Thionville. En Alsace elles étaient plus particulièrement affectées aux trains de desserte omnibus sur les lignes des vallées vosgiennes ou dans le Sundgau, voire aux manœuvres. Celles de Thionville assuraient des remontes de rames pour les mines mais aussi des trains de travaux lors de l'électrification des lignes en Lorraine. Celles d'Épinal desservaient les lignes vosgiennes en service marchandises. À Nancy, les 040 D assuraient les dessertes marchandises vers Metz, Blainville et Sarrebourg. Une affectation fut même créée à Gray pour le compte des Chemins de fer et transport automobile (CFTA) en vue de remplacer les 1-130 B sur les trains les plus lourds.
L'effectif tomba à 151 machines en 1958. Retirées peu à peu du service courant, ces locomotives à vapeur participèrent alors à leur propre disparition, assurant des trains de travaux pour l'électrification de la ligne Paris (gare de Paris-Est) et Strasbourg. La 1-040 D 260, ancienne G8.1 5260 des Chemins de fer impériaux d'Alsace-Lorraine (EL), construite en 1917 par l'EMBG de Graffenstaden fut la dernière représentante de la série à éteindre ses feux le 1er juillet 1966 au dépôt de Mulhouse-Nord.

##### Région Nord
Après le regroupement des G8.1 provenant des autres régions, l'effectif de ces machines atteint en 1950 le chiffre de 274 unités en plus ou moins bon état. Bien appréciées pour leur robustesse et leur faible coût d'entretien, les 040 D du Nord assurèrent un service appréciable sur les dessertes marchandises omnibus et, dans certains dépôts, furent affectées aux manœuvres. Sur les lignes secondaires, elles remplacèrent avantageusement les 230 A et 230 D mais également les 140 G "Pershing", puis reprirent les services des 140 A.
En 1958, l'effectif des 2-040 D n'étaient plus que 121 machines réparties entre les dépôts de : Aulnoye, Beaumont, Béthune, Boulogne-sur-Mer, Calais, Compiègne, Lille-La Délivrance, Laon, La Plaine, Le Tréport, Longueau, Somain, Tergnier, Tourcoing et Valenciennes. En 1966, l'effectif tomba à cinquante machines réparties sur les dépôts de Aulnoye, Beaumont, Béthune, Calais, Compiègne, La Délivrance, Laon, Longueau et Tergnier. Les huit dernières machines furent amorties au début de l'année 1969, vaincues par la traction diesel.

## Les G8.1 en Pologne
412 G8.1 furent prélevées sur les effectifs des diverses compagnies allemandes pour être attribuées à la Pologne dans le cadre des réparations de guerre ordonnées par le Traité de Versailles. 50 locomotives supplémentaires furent directement commandées en Allemagne vers 1920.
Ces 462 locomotives furent classées dans la série Tp4 des PKP.
Avant la construction de nouvelles séries, les Tp4 étaient, avec les cent-soixante-quinze Tr20 (construites aux USA), les locomotives les plus puissantes du pays en trafic marchandises. Elles servirent aux côtés des cent-quatre-vingt-cinq Tr21 de disposition 140 construites entre 1922 et 1925, notamment sur de lourds trains de charbon destinés à l’exportation.
Entre 1924 et 1937 les chemins de fer polonais réceptionnèrent une nouvelle série de locomotives de disposition 150 s’inspirant des G12 prussiennes, les ty23, plus puissantes et plus rapides, qui permirent progressivement de prendre la relève sur les trains les plus lourds. Les Tp4 furent alors reléguées aux manœuvres ou à des services moins importants mais étaient inutilisables sur les lignes secondaires à l’armature trop légère en raison de leur grand poids par essieu sur lesquelles étaient utilisées des ex-G10 prussiennes classées dans la série Tw1.
Après l’invasion de la Pologne, les occupants saisirent les locomotives qui se trouvaient sur leur territoire. Les Allemands ré-immatriculèrent 360 Tp4 dans la série 55 aux côtés des G8.1 encore en service en Allemagne (souvent, elles reçurent le matricule de G8.1 allemandes radiées dans les années 1930). Contrairement à d’autres séries de locomotives, le sort des G8.1 capturées par les Soviétiques est inconnu.
Après la guerre, 302 G8.1 se retrouvèrent en Pologne. Parmi ce lot se trouvait une majorité de locomotives d’origine allemande, une petite partie des Tp4 d’avant-guerre mais aussi des machines d’origine belge ou française qui ne furent pas restituées à leur propriétaire. Les autres Tp4 d’avant-guerre se trouvaient majoritairement en Allemagne de l’Est ou en Allemagne de l’Ouest et furent conservées par ces pays.
Les Polonais récupérèrent également 66 locomotives série 56.2 en 1945, elles seront classées dans la série Tr5 et radiées en 1972.
Une fois que suffisamment de locomotives modernes et rapides furent disponibles, les Tp4 furent reléguées aux manœuvres et un certain nombre fut revendues à des industries. 28 furent reconstruites en locomotives sans foyer à trois essieux.
Les dernières Tp4 des PKP furent radiées en 1972. Parmi celles revendues à des industries, les toutes dernières, utilisées dans de larges mines de sable à ciel ouvert, furent radiées au début des années 1980.

## Les G8.1 en Roumanie
En 1914, le pays, qui était encore neutre, avait besoin de locomotives pour trains de marchandises lourds et commanda 6 locomotives proches des G8.1 mais plus légères. Construites par Hanomag, elles donnèrent satisfaction et 15 autres auraient été commandées en 1915 mais elles ne furent jamais livrées en raison de l’entrée en guerre de la Roumanie contre les alliés de l’Allemagne (elles auraient été livrées aux Chemins de fer prussiens à la place). La carrière des six premières locomotives numérotées 1531 à 1536 est inconnue et il semble que leur service en temps de guerre dans de mauvaises conditions ait entraîné leur rapide mise hors service.
Les compensations matérielles de la Première guerre mondiale amenèrent de très nombreuses séries de locomotives en Roumanie mais peu de ces locomotives étaient suffisamment puissantes et récentes pour augmenter le tonnage des trains de marchandises.
Parmi ces locomotives se trouvaient en revanche 36 G8.1 prussiennes qui furent numérotées 40.001 à 40.036. 76 locomotives supplémentaires furent commandées en Allemagne et livrées entre 1921 et 1922 (les 40.037 à 40.112).
Leur carrière se poursuivit jusqu’en 1980.
Le poids par essieu élevé de ces locomotives conduira les Chemins de fer roumains à ne pas en commander davantage et à faire construire des locomotives de disposition 140 ou 050 (dont un grand nombre de G10 prussiennes).

## Tenders
Les tenders qui leur étaient accouplés étaient dans la majorité des cas des tenders à 3 essieux contenant 16,5 m3 d'eau et 7 t de charbon immatriculés :
5001 à 5372 à l'AL puis : 1-16 C 1 à 372
4240 à 4396 à l'Est puis : 1-16 C 440 à 596
Cependant il y eut des exceptions avec les cas suivants sur la région Est :
La locomotive 4399 était accouplée à un tender identique, le 4733, mais provenant d'une G7.1 réformée.
Les locomotives 4397 et 4398 étaient, elles, accouplées à des tenders à bogies contenant 21,5 m3 d'eau et 5 t de charbon immatriculés : 4397 et 4398 puis : 1-21 D 397 et 398.
Et enfin pour 47 machines AL :
- soit des tenders à bogies contenant 16 m3 d'eau et 5,6 t de charbon pour 10 unités immatriculés : 1-16 A 1 à 372 (accouplées aussi aux G5)
- soit des tenders toujours à bogies mais contenant 18 m3 d'eau et 5 t de charbon pour 37 unités immatriculés : 1-18 A 1 à 372

Quelques machines héritèrent aussi de tenders à bogies contenant 18 m3, provenant des ex-G11 transformées en T19 de type 151 T, voir de tenders à bogies contenant 31 m3, provenant de 230 F réformées.

## Caractéristiques
- Pression de la chaudière : 14 kg/cm2
- Surface de grille : 2,63 m2
- Surface de chauffe : 147,1 m2
- Surface de surchauffe : 49 m2
- Diamètre et course des cylindres : 600 mm
- Diamètre des roues motrices : 1 350 mm
- Masse à vide : 60 t
- Masse en ordre de marche : 67 t
- Masse adhérente : 67 t
- Longueur hors tout : 10,88 m
- Vitesse maxi en service : 55 km/h ou 60 km/h
- Puissance développée : 1 270 ch

## Préservation
Malgré leur grand nombre et leur importance, aucune des G8.1 utilisées en France et en Belgique ne furent préservées.
En revanche, sept G8.1 et une série 56.2 sont préservées en Europe

### En Allemagne
- la 55 3345, construite par Henschel en 1915 et mise hors service en 1968 par la Deutsche Bundesbahn est préservée au musée des chemins de fer de Bochum.
- la 55 3528, construite par Hanomag en 1915 et mise hors service en 1969 par la Deutsche Bundesbahn est préservée au Musée des techniques de Spire[23]. Elle a servi aux Pays-Bas de 1945 à sa restitution en 1947.

### En Pologne
- la Tp4-148, construite par Linke-Hofmann (de) en 1917, cédée à la Pologne en 1920, capturée en 1939 mais ré-immatriculée par les chemins de fer polonais en 1945 qui la revendit à une carrière de sable en 1959. Mise hors-service en 1983, elles est exposée à Czeremcha.
- la Tp4-217, construite par Hanomag en 1918, utilisée par la Deutsche Reichsbahn jusque 1945 avant de se retrouver en Pologne où elle fut revendue à la même carrière de sable qui l’employa jusque 1981. Elle est exposée à Pyskowice[24].
- la Tp4-259 (ex Tp4-418), construite pour la Pologne par Linke-Hoffman en 1921, mais ré-immatriculée par les chemins de fer polonais en 1945 et radiée en 1972 est exposée au musée de Chabówka[25].
- la Tr5-65, construite en 1921 par Orenstein & Koppel en 1921, transformée en 140 en Allemagne en 1938 et utilisée par les PKP de 1945 à 1972 est préservée en état de marche au dépôt de Wolsztyn[26].

### En Roumanie
- la 40.001, construite par Henschel en 1913 et cédée à la Roumanie après la Première guerre mondiale, est préservée à Bucharest[21]
- la 40.068, construite par Orenstein & Koppel en 1921 pour les chemins de fer roumains est préservée à Sibiu en attente de restauration[21]